# Our Kid
Our Kid was een Britse boyband uit Liverpool.

## Bezetting
- Terry Beccino (zang)
- Brian Farrell (zang)
- Terry McCreight (zang)
- Kevin Rown (zang)

## Geschiedenis
Our Kid won midden jaren 1970 met hun vierstemmige zang, verzorgde outfits en eigen choreografie de talentenjacht New Faces en kreeg daardoor een platencontract bij Polydor. In mei 1976 verscheen de door Barry Mason en Roger Greenaway geschreven single You Just Might See Me Cry, die de Britse hitlijst haalde (#2). Daarna geplande tv-optredens werden door de plaatselijke jeugdinstanties verboden, omdat de bandleden minderjarige scholieren waren. Omdat de singles Romeo and Juliet (september 1976) en Let's Go Steady Again (1977) onopgemerkt bleven, werd Our Kid ontbonden. Ook het enige gelijknamige album  bereikte geen hitklassering.

## Discografie

### Singles
- 1976: You Just Might See Me Cry
- 1976: Romeo and Juliet
- 1977: Let’s Go Steady Again

### Albums
- 1976: Our Kid